# Grzebień (część hełmu)

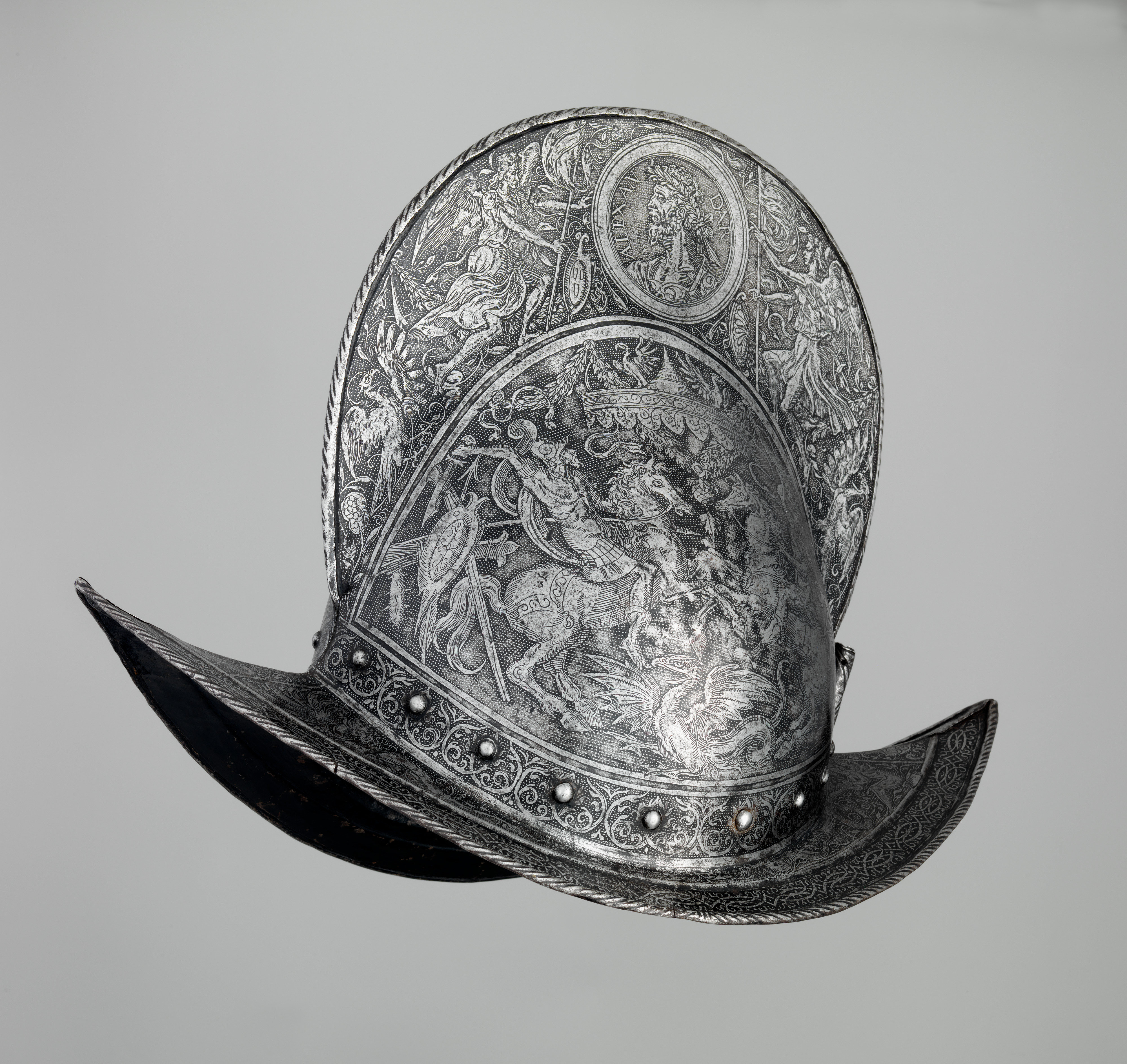
Morion z wydatnym grzebieniem

Grzebień – część konstrukcyjna hełmu w formie charakterystycznego wypiętrzenia, biegnącego wzdłuż górnej części jego dzwonu, mająca wzmocnić jego konstrukcję. Grzebienie popularnie stosowano zwłaszcza w hełmach typu: szturmak, morion czy w niektórych szyszakach husarskich.